# Ildephonse Masquillier
Ildephonse Masquillier (souvent Idelphonse par erreur), (Lens, 24 août 1803 – Uccle, 16 octobre 1842) est un imprimeur, relieur doreur belge.

## Biographie
Ildephonse Masquillier est le fils de Julien-Joseph Masquillier, juge de paix du canton de Lens, et de Marie-Adrienne Marousé. On ne sait où Masquillier apprend son métier : peut-être a-t-il été formé dans un atelier parisien ou chez Barthélémy Deflinne, artiste réputé installé à Tournai.
En 1833, Masquillier épouse Adèle Françoise Marmuse de Mons où il installe son atelier et s'associe à Émile Lamir.
Ils ont cinq enfants, dont une fille, Marie, qui épouse Paul-Émile Dequesne.
À la mort de Ildephonse, Lamir quitte les affaires qui sont reprises par Duquesne, qui poursuivra l'imprimerie sous le nom Duquesne-Masquillier. L'imprimerie subsiste jusqu'en 1947.

## Carrière
Ildephones Masquillier a une carrière de relieur de 1828 à 1842. Il aborde tous les genres depuis le modeste cartonnage
jusqu'à la reliure plein cuir, doublée, mosaïquée, richement décorée. Ses clients pour la reliure de luxe sont pour la plupart des bibliophiles de Mons. Les deux premiers présidents de la Société des bibliophiles belges, Henri Delmotte et Renier Chalon, possédaient des reliures signées dont certaines ont figuré à la vente de leur bibliothèque. La technique des reliures est de qualité : le corps d'ouvrage est solide, la dorure est nette, régulière et reste belle. Pour le décor il suit la mode romantique de son temps : l'ornementation des compartiments de dos aux petits fers et à fonds pointillés, décors dits à « la cathédrale », inspiré du style gothique, et les effets obtenus avec des fers « rocaille », adaptation de décor Régence et Louis XVI.

## Collections
- Bibliothèques de Belgique
  - Bibliothèque de Mons[2]
- Musée royal de Mariemont qui conserve des reliures et du matériel de dorure. Celui-ci est un document intéressant pour l'histoire de la reliure romantique. Il comprend plus de cinq cents pièces dont quatre cents fers, palettes et roulettes[3].